# Nomada concolor
Nomada concolor är en biart som beskrevs av Otto Schmiedeknecht 1882. Nomada concolor ingår i släktet gökbin, och familjen långtungebin. Inga underarter finns listade i Catalogue of Life.